# Початкова школа «Острівець»
Приватний заклад "Заклад загальної середньої освіти «Початкова школа Острівець» (скорочена назва Початкова школа Острівець) — приватний двомовний навчально-виховний комплекс І ступеня акредитації. До складу комплексу входить дитячий садочок Приватний дошкільний навчальний заклад "Центр розвитку дитини «Острівець»" (скорочена назва Центр розвитку дитини «Острівець») та міжнародна "Початкова школа «Острівець»" (англ. OstrovOK Primary School).

## Опис

### Дитячий садочок
У 2009 на базі капітально відремонтованих приміщень державного дитячого садочка по вул. Пішонівській 20 було засновано "Приватний дошкільний навчальний заклад «Центр розвитку дитини „Острівець“». Для виховання і навчання діток був сформований висококваліфікований колектив педагогів і вихователів, розроблені і запроваджені власні методики, застосовані ефективні сучасні засоби навчання. Особливістю навчальної програми є двомовна система навчання українською і англійською. Основна форма навчання ігрова — це дослідження, освоєння та відкриття на «острівці знань», заповненому світом літер, слів, пригод, казок, вистав, веселих пісеньок, танців та музики. Від цього і походить назва садочка та школи.
Садочок функціонує п'ять днів на тиждень із можливістю відвідування як за програмами «повного дня» (8:00-19-00), так і «пів-дня». Вихованці садочка розбиті на чотири вікових групи:
- «2+» — «Бджілки» (2,5-3,5 роки);
- «3+» — «Дельфіни» (3,5-4,5 роки);
- «4+» — «Сонечка» (4,5-5,5 роки);
- «5+» — «Восьминіжки» (5,5-6,5 роки).

Англійську розпочинають вивчати ще з 2,5 років у наймолодших групах садочка, причому, заняття проводяться, як мінімум, 4 дні на тиждень.
І садочок і школа обладнані відеокамерами спостереження, через які батьки можуть спостерігати за своїми малюками. Паролі доступу змінюються щотижня і завчасно повідомляються батькам.

### Початкова школа
Із дорослішанням вихованців дитячого садочка виникла потреба продовження навчання у початковій школі із схожими підходами до організації та до методів навчання. Окрім вихователів і їх помічників у садочку працювали і вчителі математики, розвитку мовлення, гімнастики, хореографії, англійської та української мов. Цей маленький педагогічний колектив і став ядром новоствореної школи із схожою назвою «Початкова школа Острівець» (англ. OstrovOK Primary School).
Методичні підходи до навчання, що застосовувалися у садочку, були збережені і дістали подальший розвиток. Традиційні класи більше схожі на навчальні середовища дитячого садочка, що мають місця для індивідуальних, групових і загальних занять. Традиційні щоденники замінили на електронні, запроваджені інтерактивні авторські освітні програми із можливістю дистанційного навчання.
У школі навчаються п'ять років, починаючи з «нульового класу», і до 4-го включно. Учнів, які не проходили курс виховання і навчання у садочку, зазвичай, приймають у «нульовий клас», хоча, якщо претендент на прийом до 1-го класу успішно пройде тестування з англійської (своєрідний тест на те, чи зможе дитина опанувати англійський цикл навчальних дисциплін), то можливий прийом одразу до 1-го класу.
Школа працює в режимі «повного дня» (з 8:30 до 18:00). Заняття проходять у 2 цикли — український цикл і англійський цикл, тобто, навчальний день ділиться навпіл (українська й англійська половина). Звичних для садочку вихователів замінили учителі-класні керівники, яких у класі двоє — один від української програми, інший від англійської програми навчання. Окрім них, з класом постійно працюють асистенти та викладачі окремих дисциплін: образотворчого мистецтва, фізкультури, гімнастики. У кожному класі не більше 16 учнів.

## Освітні програми
Школа пропонує своїм учням дві програми:
- «Нова українська школа» — державний стандарт початкової освіти України;
- «Cambridge Primary» (укр. Кембриджська програма початкових класів) — програма, орієнтована на учнів молодших класів віком від 5 до 11 років);[4].

Навчально-виховний комплекс та його навчальні плани і програми перевірені, оцінені і акредитовані:
- на відповідність вимогам Державного стандарту початкової загальної освіти — Міністерством освіти і науки України;
- на відповідність міжнародним стандартам системи оцінювання знань — Cambridge International Examinations, що є частиною Департаменту «Cambridge Assessment» Кембриджського університету.[5]

Після закінчення початкової школи діти отримують свідоцтво про початкову освіту українського зразка.
Окрім цього, у 4-му класі учні здають міжнародні екзамени «Кембридж Праймері Чекпойнтс» (англ. Cambridge Primary Checkpoints), передбачені «Кембриджською програмою початкових класів». Свідоцтво міжнародного зразка про отримані результати визнаються та приймаються навчальними закладами практично в усьому світі як об'єктивні свідчення про успішність. До таких країн відносяться країни Європейського Союзу, Північної Америки, Північної Африки, ПАР, Австралія та Нова Зеландія, а також, усі країни, що підписали Лісабонську конвенцію про визнання, у тому числі, і Україна, яка підписала цю конвенцію 11.04.1997, і ввела в дію з 01.06.2000.